# Karhusaari (ö i Finland, Lappland, Rovaniemi)
Karhusaari är en ö i Finland. Den ligger i sjön Simojärvi och i kommunen Ranua i den ekonomiska regionen  Rovaniemi ekonomiska region  och landskapet Lappland, i den norra delen av landet, 700 km norr om huvudstaden Helsingfors. Öns area är 18,8 hektar och dess största längd är 0,7 kilometer i öst-västlig riktning.